# 兵庫県教育委員会
兵庫県教育委員会（ひょうごけんきょういくいいんかい）は、兵庫県の教育委員会。

## 概要
兵庫県内の教育に関する事務を所掌する知事から独立した行政委員会である。教育委員会は、教育行政事務を行う合議制の機関で、2023年現在は藤原俊平教育長及び5人の教育委員で構成され、教育の基本方針を決定している。教育長は、知事が議会の同意を得て任命し、任期は3年。教育委員は、知事が議会の同意を得て任命し、任期は4年。
教育委員会の指揮監督のもと、その権限に属するすべての事務をつかさどる機関として教育長が置かれている。教育長の統轄のもとには事務処理を行う組織として、本庁15課と6教育事務所からなる事務局が置かれている。その他、教育研修所や兵庫県立美術館などの教育機関、学校教育審議会などの附属機関、高等学校、特別支援学校が設置されている。
教育委員の報酬は他府県とは異なり、月額制を採用している。
近年は、主に兵庫県の高校再編などに取り組んでいる。

### 歴代教育長
- 西上三鶴（平成30年4月1日～令和4年3月31日）：元兵庫県企画財政局長
- 藤原俊平（令和4年4月1日～令和6年10月11日）：元神戸県民センター長

### 委員
出典
- 井上真二（令和4年10月8日～令和8年10月7日）：神戸YMCA総主事
- 宮脇新也（令和5年10月12日～令和9年10月11日）：兵庫工業会会長、神戸製鋼所顧問
- 空地顕一（平成29年10月13日～令和7年10月12日）：兵庫県医師会会長
- 横山由紀子（令和2年4月1日～令和6年10月10日）：兵庫県立大学国際商経学部教授
- 並河寿美（令和2年10月11日～令和6年10月10日）：声楽家

## 事務局組織

### 本庁[5]
- 教育次長
- 総務課
- 教育企画課
- 財務課
- 教職員課
- 学事課
- 福利厚生課
- 義務教育課
- 特別支援教育課
- 高校教育課
- 社会教育課
- 文化財室
- 体育保健課
- スポーツ振興課
- 人権教育課

### 地方[6]
- 阪神教育事務所
- 播磨東教育事務所
- 播磨西教育事務所
- 但馬教育事務所
- 丹波教育事務所
- 淡路教育事務所

### 教育機関[7]
- 兵庫県立特別支援教育センター
- 兵庫県立南但馬自然学校
- 兵庫県立但馬やまびこの郷
- 兵庫県立教育研修所
- 兵庫県立美術館
- 兵庫県立図書館
- 兵庫県立歴史博物館
- 兵庫県立人と自然の博物館
- 兵庫県立コウノトリの郷公園
- 兵庫県立考古博物館

### 県立学校[8]
- 兵庫県立高等学校135校
- 兵庫県立特別支援学校27校
- 兵庫県立中等教育学校1校

## 本庁所在地
- 〒650-8567　兵庫県神戸市中央区下山手通5-10-1

## 市町村教育委員会
- 神戸市教育委員会

## 県立高校再編
2022年（令和4年）7月14日に兵庫県教育委員会が兵庫県立高等学校の再編に関し、統廃合対象の14校を発表し、中播磨の2校は継続して検討することを発表した。住民の間では落胆と戸惑いが広がり、教育委員会の一方的方針に対し、今後は地域全体の問題として議論の紛糾が予想される。ただ兵庫県は、愛媛県などと違って住民に向けた説明会は一切予定しておらず、地元教育委員会関係者や統廃合予定校の校長や教頭のみの検討会で方向性が決まるため、生徒や保護者の懸念も強まっている。
統合対象となった姫路市にある兵庫県立夢前高等学校では、2022年7月末に生徒有志12名で「統廃合学生審議会」を結成した。生徒は全校集会で森村美佐校長から知らされたが、なぜ統合するのか詳しい説明は一切なく、「今の在校生と中学生が一番影響を受ける世代。地域の過疎化も進む。県教委は生徒と住民に説明し、疑問を解消した上で発展的な議論をしてほしい。意見を聞くことは特色を輝かせるチャンス」と生徒の一人は訴えた。統廃合学生審議会は、他校の生徒にも呼びかけて議論の場を模索している。また市内4校のうち3校が統廃合の対象となった三木市の仲田一彦市長も「しかるべき時期に、学校所在地の周辺住民代表者に説明を」と地域や中学生向けの説明会を求めた。三木市総合教育会議でも仲田市長が県教委にこうした要請をしていることを報告した。三木市内の統廃合対象の高校の中には、半世紀近い歴史のある学校が2つもあり、行事などを通して地域と密接に関わってきた。県内全域から約8千点の作品が寄せられる「みなぎの書道展」には兵庫県立吉川高等学校が長年、運営に携わってきた。三木市内の小中学校統合では説明会を50回以上開催したことにも触れ、「地域と学校がともに歩んだ長い歴史がある。住民に考えを伝えるのは行政の役割」と仲田市長は指摘した。三木市内の統廃合対象校は、赤字経営が続く神戸電鉄粟生線の沿線でもあり、高校の再編は鉄道の存廃にまで影響を及ぼす可能性があり、地域住民からは「死活問題」との声も上がる。統合を巡っては、兵庫県立神戸北高等学校がある神戸市北区唐櫃台の「からとの未来を考える会」の四鬼剛会長も「高校の存廃は唐櫃台の死活問題。何らかのタイミングで説明を聞きたい」と訴えた。統合対象校の学校説明会を訪れた中学生や保護者、中学校教員からも「情報がない」との声が上がった。一方、県教委は「高校は学区が広く（該当する）『地域』を特定できない」として、説明の場は設けない方針である。県教委は「居住地で学校が決まる小中学校と違い、入試で進路を選ぶ高校は地域性が薄い」とし、住民向けの説明会は開催が難しいと強弁した。対象校では統合検討委員会を公開していると説明しているが、検討会の見学ができるのはわずか先着5名までであり、それも発言権がない、ただのオブザーバーである。県教委は学校関係者向けのアンケートで「継承すべき特色」や「統合校への期待」について住民や同窓生の声を集める予定で、情報は県教委ホームページに掲載している資料を参照してほしいとしているが、9月現在でアンケートや意見募集は一切行われていない。兵庫県教委の地域や地元住民無視の再編計画は明白である。京都府や和歌山県、滋賀県などは繰り返し公聴会を開くなど、地域の声を重視して取り入れる方針を打ち出しているが、地域住民から「死活問題」とまで言われている兵庫県の高校再編を兵庫県教育委員会は大阪府と同様にトップダウンで行う予定である。藤原俊平教育長をはじめ、5名の教育委員の考えも生徒や地域住民に一切伝えられていない。日本維新の会の支援を得て兵庫県知事となった斎藤元彦は、高校再編について詳細な説明を避けているが、県教委が強引な大阪方式を採用していることからも、背後にその指示が関連している可能性は高い。すでに国会議員からの批判も相次いでいる。
2022年9月14日、姫路市と神崎郡3町の首長が斎藤元彦知事と地域の課題を話し合う中播磨地域づくり懇話会が兵庫県姫路総合庁舎職員福利センターで開かれた。そこでは県教育委員会の高校再編計画も取り上げられ、福崎町の尾崎吉晴町長は中学3年生の進路選択への影響を最小限に抑えるため、新校の設置場所などを含む基本計画の早期の公表を要望した。また「在校生や卒業生、地域住民の意見を幅広くくみ取ってほしい」と強調したことからも、県教委が在校生や卒業生の意見を十分に聴取していないことがうかがえる。姫路市選出の兵庫県議会議員は「市民の声は『反対』か『仕方ない』だけ。賛成の人はいない」と強く意見し、別の県議会議員は住民説明会の開催を強く求めた。斎藤知事は説明会には一切触れず、「少子高齢化で学校の規模を保ち、教員を確保するには再編は避けて通れない。財源確保や跡地の利活用を含め、丁寧な議論を心がけたい」と述べるにとどめた。斎藤知事と県教委による強引な大阪方式による高校再編に多くの疑問や批判が出されている。10月12日には、姫路南・網干・家島の県立3高校の統廃合を議論する検討委員会の第3回会合が県姫路総合庁舎で開かれ、基本計画の素案が示された。その中では普通科新学科のうち、地域社会に関する学科を設置する方針が盛り込まれた。新学科は、文理融合型の課題探究を軸とした「学際領域に関する学科」と「地域社会に関する学科」の2種類があり、2024年度から県立高校に導入される方針である。基本計画の素案では、統合校の特色として音楽やスポーツに特化した教育課程、ダイビングなどの海洋をテーマにした学び、秋祭りへの参加など臨海地域との連携活動、海外との交流などが盛り込まれた。また姫路市が市立3高校の統合校を姫路市中央卸売市場跡地とする方針を示したことを受け、校長から「競合校となり、生徒が流れる可能性がある」などの意見も出された。

## 不祥事等
- 兵庫県情報審査会は、同教委管内で体罰のあった学校名を公表するよう、同教委に対して答申を行ってきているが、同教委はこれに従わず、非公開としていたことが、2009年1月に発覚した。同教委は、決定が妥当かを検討したとしているが、有識者からは、「独善的だ」との批判が強い。
- 2009年（平成21年）に置ける兵庫県立高校の入学試験で、8割を超える高校に於いて採点ミスが判明。同教委の調査で、採点ミスは122校、1,447人に及んだ[21]。同教委は2009年10月16日に、校長を含め採点や集計業務に関わった教師のうち、約3,500人にも及ぶ多数の懲戒処分を行う事態に発展した[22]。
- 2015年（平成27年）夏、県内の市立中学校柔道部であった上級生からのいじめにより骨折した下級生に対して、男性の柔道部顧問が被害を受けた下級生に「階段からから転んだことにしておけ」と、病院で嘘の説明をするよう指示した。校長は、この上級生を大会へ出場させないよう命じたが、男性は従わずに出場させた。顧問はいじめを隠すよう指示したことを理由に停職6ヶ月の懲戒処分を受けたが「停職（6ヶ月の処分は）重すぎる」として2016年に提訴。最高裁判所は2020年7月6日、「いじめを認識した教職員の対応として法令に明らかに反し、信用を著しく失わせる行為」「いじめを受けた生徒の苦痛を取り除くことを最優先に対応すべきだ」としたいじめ防止対策推進法の趣旨に反し、医師の診察も誤らせうる「重大な非違行為」と認定したと述べ、いじめを隠すなどの重大さを踏まえれば、「裁量を逸脱するものとまではいえない」と結論づけたの県教育委員会の停職処分は妥当だったと判断し、大阪高等裁判所での2審判決を破棄し請求を棄却（男性側の逆転敗訴）が確定した[23][24]。
- 2022年10月5日、兵庫県議会決算特別委員会で、2017年から2022年に県立高校2校が計5回にわたり、世界平和統一家庭連合（旧統一教会）の関連団体所属の大学教員に、性教育をテーマとする講演を依頼していたことを県教育委員会が認めた。県教委によると、大学教員は「世界平和女性連合」の地方組織の女性幹部だったという。2017年に神戸市の高校で1回、2018年から2022年に姫路市の同じ高校で4回、それぞれ講演した。担当教諭らが講演実績などをもとに選び、校長が決定した。姫路での講演は、いずれも県費で謝礼が支払われた。夏季休業前に生徒に注意を促そうと企画したといい、県教委は「教員の専門的知見が学校の求める講演内容と合致した」と説明した。決算特別委員会でこの問題を取り上げた日本共産党の入江次郎議員（姫路市選出）は「今後は関係を断つのか」と繰り返し質問したが、県教委側は「誤解を招かないよう配慮したい」と発言するにとどまった。その後、県教育委員会内でも答弁内容が問題となり、神戸新聞社の取材には一転して「講師の選定を含め、関与しない」と答えた[25]。

## 参考・外部リンク
- 兵庫県教育委員会